# Marco Lurio Varo
Marco Lurio Varo (in latino: Marcus Lurius Varus; ... – dopo il 57) è stato un magistrato e senatore romano, console dell'Impero romano.

## Biografia
Di Varo quasi nulla è noto: lo stesso praenomen è stato definito con certezza solo di recente. Di provenienza incerta, Varo era forse originario di Reate: da qui probabilmente provenivano i suoi possibili antenati Marco Lurio, proconsole ottavianeo di Sardegna nel 40 a.C. e comandante dell'ala destra della flotta di Ottaviano nella battaglia di Azio, e suo figlio Publio Lurio Agrippa, triumvir monetalis del 7 a.C., i quali possedevano con ogni probabilità delle tenute nel territorio di Amiternum e persino in Egitto.
È stato ipotizzato che sia lui a celarsi dietro il tradito Vario che il cronista bizantino Giovanni Malalas riporta come ricchissimo senatore inviato da Caligola insieme ad un certo Ponzio nel 37 per aiutare nel riassetto della città di Antiochia dopo un terremoto: egli ricostruì a sue spese molti edifici, tra cui delle terme chiamate Variae, ma poi, dopo aver ricevuto grandi onori per il suo operato, subì delle pene per non aver protetto gli Antiocheni.
L'unica menzione esplicita del suo nome è in Tacito, che menziona come Varo, di rango consolare, fu riammesso in senato nel 57 dopo esserne stato espulso per motivi di avidità: probabilmente è proprio Varo il consolare condannato per repetundae che, secondo Svetonio, il futuro imperatore Otone, al culmine della sua potenza sotto Nerone, fece rientrare in senato prima ancora della riammissione formale, previo cospicuo accordo in denaro, perché lo ringraziasse pubblicamente.
In quanto consolare nel 57, Varo dovette essere console in un anno assolutamente incerto prima del 56 e senza dubbio in età claudia, in quanto i consoli dei primissimi anni di Nerone sono tutti noti. Ronald Syme ha però ipotizzato che la menzione tacitiana di Varo possa implicare che lo storico, interessato ai governatori provinciali che male esercitavano la propria carica, avesse già nominato Varo nei libri perduti degli Annales, quindi prima del 47, per la sua malamministrazione: considerando i mandati provinciali consolari noti, Syme ipotizza che Varo possa essere stato legatus Augusti pro praetore della provincia di Dalmazia o, più probabilmente, di Pannonia, in sostituzione di Aulo Plauzio, dal 43 al 46. Qualora l'ipotesi di Syme si rivelasse corretta, sarebbe possibile ipotizzare un consolato di Varo tra 41 e 43: è stato cautamente proposto che proprio Varo si celi dietro al lacunoso Marco [---] attestato come console suffetto da settembre a dicembre del 40 o del 41 insieme a Marco Furnio Augurino, mentre Annalisa Tortoriello lo colloca, in maniera del tutto ipotetica, nei mesi di settembre e ottobre del 41.